# Carolyn Lawrence
Carolyn Lawrence est une actrice américaine né le 13 février 1967 à Baltimore (Amérique).

## Filmographie
- 1991: Le Petit Homme : Sorority Girl
- 1995: Muscle (série télévisée) : Karen Anders
- 1996: Wings (série télévisée) : May
- 1996: Caroline in the City (série télévisée) : Une infirmière
- 1997: Code Lisa (série télévisée) : Dasha
- 1997: Union Square (série télévisée) : Michelle
- 1998: Sept à la maison (série télévisée) : Operator
- 1998: The Kids from Room 402 (série télévisée)
- 1999: Les Griffin (série télévisée) : Personnages variés (voix)
- depuis 1999: Bob l'éponge (série télévisée) : Sandy / voix supplémentaires
- 2000: Spyro: Year of the Dragon (jeu vidéo) : Zoe the fairy / Tara Kroft / Elora (voix)
- 2001: Bob l'éponge : SuperSponge (jeu vidéo) : Sandy (voix)
- 2001: Bob l'éponge : Operation Krabby Patty (jeu vidéo) : Sandy (voix)
- 2002: Spyro: Enter the Dragonfly (jeu vidéo) : Zoé / voix supplémentaires
- 2002: Bob l'éponge : Employee of the Month (jeu vidéo) : Sandy (voix)
- 2002: Bob l'éponge : Revenge of the Flying Dutchman (jeu vidéo) : Sandy (voix)
- 2002 - 2006: Jimmy Neutron (série TV) : Cindy Vortrex (voix
- 2003: Vampires Anonymous : Penelope
- 2003: A Minute with Stan Hooper (série TV) : Marjorie
- 2003: Bob l'éponge : Bataille pour Bikini Bottom (jeu vidéo) : Sandy (voix)
- 2003: Ratchet & Clank: Going Commando (jeu vidéo) : Mère / Enfant (voix)
- 2004: Party Wagon (TV) : Ornery Sue / Wagonmaster's Wife / Daughter #3 (voix)
- 2004: The Jimmy Timmy Power Hour (téléfilm) : Cindy Vortex (voix)
- 2004: Jimmy Neutron: Win, Lose and Kaboom (téléfilm) : Cindy Vortex (voix)
- 2004: EverQuest II (jeu vidéo) : Captain Helysianna / Queen Zynixia / Flamestalker / Ambassador Kiale / Tseralith #1/ Scholar Neola / Lyris Moonbane (voix)
- 2004: Catching Kringle : Snowflake (voix)
- 2004: Bob l'éponge, le film : Sandy (voix)
- 2005 - 2008: Moral Orel (série télévisée) : Orel Puppington (voix)
- 2005: Nicktoons Unite! (jeu vidéo) : Sandy / Cindy (voix)
- 2005: Jimmy Neutron: Attack of the Twonkies (téléfilm) : Cindy Vortex (voix)
- 2005: Biohazard 4 (jeu vidéo) : Ashley Graham (voix)
- 2005: Bob l'éponge : Silence on tourne ! (jeu vidéo) : Sandy (voix)
- 2006: The Jimmy Timmy Power Hour 2: When Nerds Collide : Cindy Vortex (voix)
- 2006: Mes parrains sont magiques (série télévisée) : Mrs. Sunshine (voix)
- 2006: The Jimmy Timmy Power Hour 3: The Jerkinators! (téléfilm) : Cindy Vortex (voix)
- 2006: Boston Justice (série télévisée) : Thirty-Year-Old Juror
- 2006: The Wild : Voix supplémentaires
- 2008: Nicktoons: Globs of Doom (jeu vidéo) : Cindy Vortrex (voix)
- 2008: Doraemon: Nobita to midori no kyojinden : Shizuka Minamoto (voix)
- 2008: Bob l'éponge : Bulle en Atlantide (jeu vidéo) : Sandy (voix)
- 2008: Psi-Kix (série télévisée) : Hanna (voix)
- 2010: Stan : Une amie de la famille
- 2015: Bob l'éponge, le film 2 : Sandy (voix)